# Vierwielbesturing

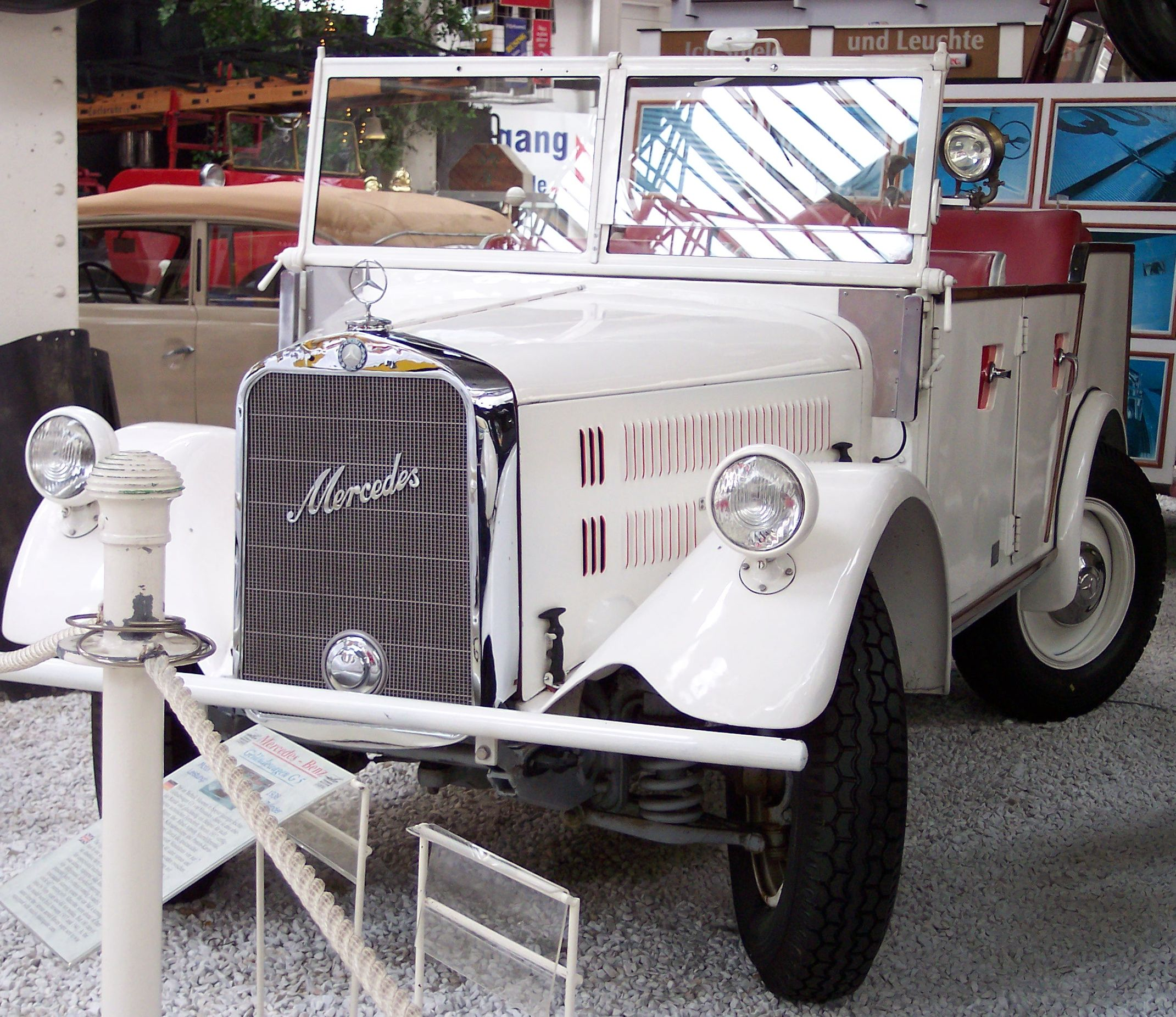

Vierwielbesturing is een vorm van techniek toegepast in voertuigen. Vierwielbesturing wordt voornamelijk toegepast om een hogere manoeuvreerbaarheid te creëren voor voertuigen met vier wielen en kan zowel mechanisch, elektrisch als hydraulisch worden toegepast. Men ziet het voornamelijk op tractors en graafmachines.
- Bij mechanische vierwielbesturing worden alle vier de wielen door middel van mechanische koppelingen bestuurd.
- Bij elektrische vierwielbesturing wordt een stuurbeweging omgezet in een elektronisch signaal dat bij de wielen via een elektromotor voor de sturing zorgt.
- Bij hydraulische vierwielbesturing wordt een stuurbeweging omgezet via een hydraulische cilinder omgezet in de sturing.

Wanneer een voertuig meer dan vier wielen heeft en meer dan twee bestuurbaar zijn, wordt gesproken over meerwielbesturing. In dat geval wordt het gebruikt om wrijving die ontstaat bij het nemen van bochten, op te vangen.